# Six Degrees of Inner Turbulence
Six Degrees of Inner Turbulence è il sesto album in studio del gruppo musicale statunitense Dream Theater, pubblicato il 29 gennaio 2002 dalla Elektra Records.

## Descrizione
Si tratta del primo doppio album del gruppo. Il primo disco contiene cinque brani, mentre il secondo è interamente occupato dal brano omonimo, una lunga suite di 42 minuti suddivisa in otto movimenti (ognuno dei quali corrisponde a una traccia del CD). Il titolo dell'album è un riferimento alla teoria dei sei gradi di separazione.
Il disco si apre con lo stesso fruscio che chiudeva Metropolis Pt. 2: Scenes from a Memory, mentre la coda orchestrale che conclude l'ultimo brano aprirà il successivo Train of Thought. Questa soluzione verrà impiegata dal gruppo anche per Octavarium.

## I brani
The Glass Prison riprende il tema dell'alcolismo, già trattato in The Mirror (brano presente in Awake del 1994). Con questo brano, il batterista Mike Portnoy inaugura quella che in futuro verrà conosciuta come la "suite dei dodici passi", ovvero una serie di brani con cui il batterista racconta la sua esperienza con l'alcolismo. Tale suite si dipanerà per un totale di cinque brani, ognuno dei quali rappresenta alcuni dei "dodici passi" in cui è suddiviso il metodo di recupero degli alcolisti anonimi.
La successiva Blind Faith tratta della religione e del modo in cui l'uomo dovrebbe ricorrere a essa anche durante i momenti di sconforto, anziché fuggirne.
La terza traccia Misunderstood parla di Gesù quando era sulla terra. Il frontman James LaBrie spiegò il significato della canzone in un'intervista:
The Great Debate tratta della possibilità dell'uso delle cellule staminali per la cura delle malattie e la rigenerazione degli organi. Il brano non prende una posizione a favore o contraria alla questione, ma tenta di presentare il problema in modo neutrale e mettere a confronto le due tesi. Per questo, all'inizio del brano, vengono fatti ascoltare vari campionamenti tratti da dichiarazioni ufficiali, separatamente sui due canali stereo, a seconda della tesi sostenuta. Il titolo originario del brano avrebbe dovuto essere Conflicts at Ground Zero, ma a causa degli attentati dell'11 settembre 2001 (avvenuti quattro mesi prima dell'uscita del disco) John Petrucci e Mike Portnoy decisero di cambiare il titolo non appena si accorsero che il termine "ground zero" identificava a livello mondiale il luogo dove sorgeva il World Trade Center.
La quinta canzone, Disappear, è una ballata che tratta del momento in cui un uomo si separa per sempre dalla sua donna, strappata alla vita da una malattia.
L'ultima traccia, la title track, tratta il tema della follia, presentandone sei diverse incarnazioni attraverso la descrizione di altrettanti personaggi.

## Tracce
Musiche di John Myung, John Petrucci, Mike Portnoy e Jordan Rudess.
CD 1
1. The Glass Prison – 13:52 (testo: Mike Portnoy)
2. Blind Faith – 10:21 (testo: James LaBrie)
3. Misunderstood – 9:32 (testo: John Petrucci)
4. The Great Debate – 13:45 (testo: John Petrucci)
5. Disappear – 6:45 (testo: James LaBrie)

CD 2
1. Six Degrees of Inner Turbulence – 42:04

## Formazione
Gruppo
- James LaBrie – voce principale
- John Petrucci – chitarra, voce
- John Myung – basso
- Jordan Rudess – tastiera
- Mike Portnoy – batteria, percussioni, voce

Altri musicisti
- Howard Portnoy – gong nel finale di The Great Debate

Produzione
- Mike Portnoy – produzione
- John Petrucci – produzione
- Doug Oberkircher – ingegneria
- J.P. Sheganowski – assistenza ingegneria
- Kevin Shirely – missaggio
- Claudius Mittendorfer – assistenza al missaggio
- George Marino – mastering
- Eugene "UE" Nastasi – assistenza al mastering

## Classifiche
| Classifica (2002) | Posizione massima |
| ----------------- | ----------------- |
| Austria           | 73                |
| Belgio (Fiandre)  | 35                |
| Danimarca         | 33                |
| Finlandia         | 2                 |
| Francia           | 17                |
| Germania          | 12                |
| Italia            | 5                 |
| Norvegia          | 16                |
| Paesi Bassi       | 14                |
| Stati Uniti       | 46                |
| Svezia            | 12                |
| Svizzera          | 52                |